# إيفر أندرسن
إيفر أندرسن هي ممثلة وعارضة أزياء أمريكية ولدت في 3 نوفمبر 2007.